# Burkacze
Burkacze (ukr. Буркачі) – wieś na Ukrainie w rejonie łuckim obwodu wołyńskiego.
Do 2020 w rejonie horochowskim. 

## Historia
Pod koniec XIX w. wieś w gminie Beresteczko, w powiecie dubieńskm.